# السويعية (دير الزور)
السويعية قرية سورية تتبع ناحية مركز البوكمال في منطقة البوكمال في محافظة دير الزور. بلغ عدد سكانها 6368 نسمة في عام 2004 حسب إحصاء المكتب المركزي للإحصاء.